# Типикон
Это статья о богослужебной книге. О богослужебных уставах см. статью Богослужебный устав.

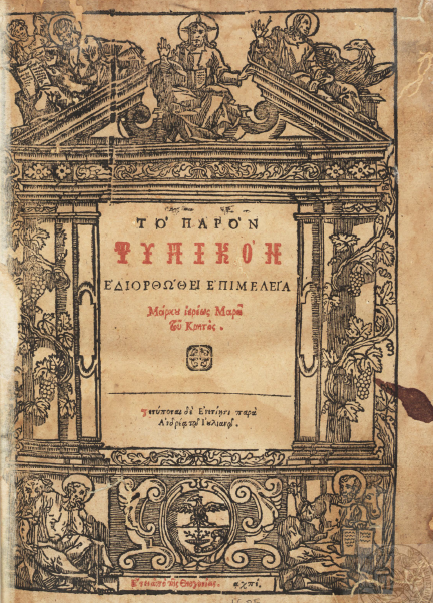
Типикон на греческом 1685 года издания

Типико́н (церк.-слав. Тѷпїко́нъ, Ти́пикъ; греч. Τυπικόν от τύπος — изображение, образец) — единый православный богослужебный устав, является церковно-богослужебной книгой, предлагающей порядок совершения православного, преимущественно монастырского, богослужения.

## История составления Типикона

### Ветхозаветная предыстория
Уже в первых главах Библии (Быт. 4:3—5) подчёркивается важность соблюдения правильного богопочитания (правильного богослужения-жертвоприношения). При появлении письменности, пророк Моисей зафиксировал Ветхозаветный закон, регламентирующий всё богослужение священников при Скинии — позже оно применялось в Иерусалимском храме. После разрушения этого храма в 586 году до н. э. вавилонским царём Навуходоносором, общественное богослужение у евреев нарушилось. Среди уцелевших евреев стали возникать синагоги, где, в основном раввинами (мудрецами), читалось и толковалось Священное Писание, пелись псалмы, велась проповедь, но жертвоприношения могли совершаться только в храме. Тогда же развитие получили некоторые формы домашнего богослужения, где главным действующим лицом являлся глава семьи или рода.

### Раннехристианское богослужение
Христианство изначально соблюдало все ветхозаветные богослужебные традиции, завершение которых стало осмыслять в совершении Евхаристии. Интернациональный (общечеловеческий) характер христианства быстро вывел его за узкие национальные границы еврейского народа. После очередного (в 70 году н. э.) разрушения Иерусалимского храма пути развития христианского богослужения окончательно разошлись с иудейским. В период гонений христианское богослужение:
1. сохраняло верность священным традициям,
2. выбирало приемлемые формы богослужения в условиях притеснений со стороны иудеев и язычников,
3. стремилось к единообразию во всех христианских общинах[2].

Даже при скудности сохранившихся древних источников, уже можно обнаружить две различные формы раннехристианского богослужения:
1. более величественное архиерейское (в больших городах) и
2. более скромное — приходское (сельское).

### Появление первых типиконов
В III веке в Египте возникло монашество, стремившееся к непрестанному (круглосуточному) богослужению, в основе которого лежало пение Псалтири и чтение Иисусовой молитвы. Для совершения Литургии приглашались священники из ближайших селений, так как первым монахам не поощрялось принятие священного сана. Все монахи и другие насельники монастырей обучались грамоте. В пустынях росли монашеские города, которые остро нуждались в конкретных законах, регламентирующих различные бытовые, хозяйственные и богослужебные аспекты киновий, лавр, скитов и келий отшельников. Из древних монашеских ти́пиков наиболее известны:
- Устав Пахомия Великого для Тавениссийского[3] монастыря (Южный Египет), составленный в 318 году
- Василия Великого «Большой Аскетикон»[4] для основанного им в Каппадокии монастыря
- Сочинения преподобного Иоанна Кассиана Римлянина «О постановлениях киновий палестинских и египетских» (в 12 книгах)[5]
- Устав преподобного Венедикта Нурсийского (VI век) для монастыря в Монте-Кассино[6], в Италии
- Лимонарь (Синайский патерик)[7] Иоанна Мосха

Но наибольшего успеха в усовершенствовании и распространении монашеского устава добился основатель и начальник многих монастырей в Палестине преподобный Савва Освященный, который, по словам святителя Симеона Солунского принял, дополнил и письменно изложил устав Евфимия Великого и его друга Феоктиста, следующим по наставлениям своего предшественника – святого Харитона Исповедника. Строгая монастырская богослужебная практика главной обители Саввы Освященного, находящаяся рядом с центром Христианства — Иерусалимом, впитала в себя некоторые черты пышного патриаршего богослужения Храма Гроба Господня, поэтому сформировавшийся здесь монастырский устав в равной степени называют и «Палестинским» и «Иерусалимским». Благодаря достаточной гибкости и восприимчивости, Иерусалимский устав стал пригоден не только для монастырского богослужения, но и для кафедральных архиерейских соборов, и для бедных приходских храмов. Многочисленные паломники со всего мира, в том числе и духовенство, посещавшие священные библейские и евангельские места, делились здесь с палестинскими клириками своими (местными) богослужебными обычаями, богослужебными текстами и напевами, а, возвращаясь в свои страны, распространяли на своей родине Иерусалимские уставные традиции.

### Студийские уставы
Однако первый устав святого Саввы был утрачен в VII веке, когда Иерусалим и вся Палестина были захвачены и разгромлены сначала персидским шахиншахом Хозроем, а вскоре и арабами-мусульманами. Слаженная церковная жизнь была нарушена, а её центр переместился в Константинополь — столицу самого сильного христианского царства. Но покровители Церкви — византийские императоры сами вскоре уклонились в ересь иконоборчества, а в качестве защитников иконопочитания выступили монастыри, из которых выделялся столичный Студийский монастырь, устав которого стал пользоваться большим авторитетом у всех православных. Однако, по сути, студийский устав — это один из многочисленных вариантов сокращений прежнего Иерусалимского устава, приспособленного к жизни «столичного монашества». Поэтому единого Студийского устава никогда не существовало, о чём свидетельствуют значительные расхождения в различных сохранившихся рукописях времён рубежа тысячелетий.
В целом, Студийские уставы, по сравнению с суровыми древними Иерусалимским и египетскими монашескими уставами, считались более лёгкими: в них не было долгих всенощных бдений, малых вечерен, великих славословий, часов в праздничные дни, значительно меньше кафизм и Марковых глав, существенно легче посты, а по одному из списков этого устава («Диатипосис») допускается даже оставление братом монастыря:

«если он не имеет душевного покоя в нашей лавре», оно должно быть не тайным бегством, а происходить с предупреждением об этом «духовного вождя, чтобы и удаление из монастыря было с молитвой и благословением, а не с запрещением, не с проклятием, не с отлучением от св. отцев»  — Михаил Скабалланович, Толковый Типикон, М., 2004, § 31, стр. 422
Монахам дозволялось избирать себе игуменов, а неугодных — изгонять из монастырей. В дела монашеских общин вмешивались богатые ктиторы в своих порочных интересах, что приводило к тягостным последствиям. Императоры-иконоборцы, оправдывая свои гонения против православных монахов, упрекали иноков в упадке нравственности и в несоответствии тогдашнего монашества с его изначальной строгостью и с прежними духовными подвигами.
Общая «либерализация» церковной жизни при студийских уставах имела и некоторые положительные последствия:
- В это время получило широкое распространение церковное гимнотворчество, сформировались все православные Богослужебные книги.
- Активно шла миссионерская проповедь среди хазар, славян и других инородцев, богослужебные тексты переводились на родные языки туземцев (например, на Церковнославянский язык, используемый ныне в России, на Украине, в Белоруссии, Болгарии, Сербии и в др. странах).
- Образовалась почти независимая монашеская «республика» на Афоне, являющаяся и в наше время образцом православного аскетизма.
- Более развитая хозяйственная деятельность студийских монастырей способствовала успешному освоению прежде диких просторов севера и востока России.
- Студийские уставы гармонично сосуществовали и дополняли патриарший Устав Великой церкви (Константинопольской Софии — Премудрости Божией) с торжественными песненными последованиями, грандиозными крестными ходами с участием императорских особ и вельмож.

### Возврат к Иерусалимскому уставу
Упадок Византийской империи, настроения в монастырях и разногласия в богослужебных чинопоследованиях побуждали ревнителей православия к возвращению древнего Иерусалимского устава. В XI веке игумен Раифского монастыря на Синае Никон Черногорец из-за недовольства братии вынужден был удалиться в монастырь св. Симеона Дивногорца на Чёрной горе близ Антиохии, где начал собирать и редактировать списки Иерусалимского устава, а с возникавшими недоумениями обращаться к искусным отцам обители св. Саввы, где тогда руководствовались неписаным Типиком, но подсказали, что древнейшая рукопись Иерусалимского устава может находиться в Лаодикии. После разорения Раифского монастыря турками в 1085 году и крестоносцами в 1098 году Никон Черногорец вернулся в этот монастырь, откуда распространял возрождённый им Иерусалимский устав по всем синайским и палестинским монастырям.
В XIII веке Константинополь был захвачен крестоносцами, а удельные русские княжества — монголо-татарами, что отчасти нарушило церковную жизнь, привело к забвению торжественного патриаршего Устава Великого Собора Святой Софии и способствовало возвышению Тырновского (болгарского) и Сербского царств, стремившихся не только к политической, но и церковной независимости от Византии, ради чего началось возвращение к несколько изменённому и дополненному Иерусалимскому Типику. Вскоре во всех православных странах, в том числе в освобождённом от крестоносцев Константинополе, с некоторым сопротивлением, был принят Иерусалимский устав. Сформировавшиеся и дополненные при студийских уставах церковные песнопения (в частности кондаки и каноны) в богослужебных книгах приспособлялись к Иерусалимскому уставу.
Иерусалимский и Студийский типиконы оказали друг на друга огромное взаимное влияние и имели значительно больше сходств, чем расхождений.

### Церковные уставы на Руси
После посещения Константинополя посланники князя Владимира вернулись в Киев перед Крещением Руси, они с восторгом сообщили князю о величественном богослужении в Святой Софии: «Не ведали, где мы есть — на небе или на земле». После принятия в 988 году от греков христианства, в Киевской Руси сначала господствовал кафедральный Устав песненных последований по образцу Устава Великой Церкви Константинопольской. Однако морозные зимы и грязь на дорогах в осенне-весенние распутицы не благоприятствовали в Русской митрополии совершению многочисленных крестных ходов, предписанных Уставом Константинопольской Софии.
С благословения церковных властей преподобный Феодосий Печерский в X веке позаимствовал с Афона удобный для монахов Студийский устав, который в русских княжествах вскоре стал единственным, универсальным, не только монастырским, но и соборно-приходским уставом. Киево-Печерская лавра стала центром распространения Студийско-Алексиевского устава. Епископ Владимирский и Суздальский Симон (1215—1226 гг.) в послании к печерскому черноризцу Поликарпу отмечает, что к тому времени уже более пятидесяти иноков этого монастыря были призваны на епископское служение в Русской церкви.
Будучи в составе Константинопольской патриархата, Русская церковь, вслед за остальными православными, со второй половины XIV века постепенно начала переход на Иерусалимский устав. Впервые этот устав на Руси появляется благодаря трудам святителя Алексия Московского (1354—1378 гг.), который первую русскую редакцию Иерусалимского устава предназначил монастырю Архангела Михаила (Чудову монастырю), основанному в Московском Кремле в 1365 году. Более активно в Северо-Восточной Руси Иерусалимский Устав (вместе с полным комплектом богослужебных книг) внедрял Московский митрополит Киприан (болгарин по происхождению, почитатель афонского исихазма). Прежний Студийский устав ещё около ста лет сохранялся в почти независимых Новгородских землях.
Новый для тогдашней России Иерусалимский Устав, отличающийся очень большой продолжительностью богослужений, привел к распространению неблагочестивого «многогла́сия», когда стремясь исполнить все положенные по Иерусалимскому уставу многочисленные богослужебные тексты, одновременно и заглушая друг друга, чтецы в храме читали, а певцы пели сразу несколько молитвословий, понять которые было почти невозможно. Уже Стоглавый собор в 1551 г., а затем и патриархи Гермоген (1606-12), Иоасаф I (1634—1640) и Никон пытались бороться с этим порочным явлением. Для возвращения «единогла́сия» в храмах продолжительные богослужения стали повсеместно сокращаться, что частично нарушало Иерусалимский устав, который однако не был отменён многочисленными соборами, но признан единственной нормой всего православного богослужения.
Первое официальное печатное издание Типикона в России относится к 1610 году. Последняя существенная редакция русского Типикона была осуществлена в 1695 году при Патриархе Московском Адриане. Дальнейшие издания ограничивались небольшими изменениями в тексте, корректурными правками, вставкой в Месяцеслов служб новопрославленным святым и заменой 14-го обращения великого Индиктиона Пасхалии 15-м, начавшимся в 1941 году.
С завоеванием в 1830 году Грецией независимости от Османской империи возобновилось и литургическое творчество. Издавались монастырские типиконы, приспособленные (сокращённые) к нуждам рядового приходского храма и активизировался почти забытый архиерейский Устав Великой церкви с песненными праздничными процессиями по городам и весям.
Вслед за греками, в России на Поместном соборе 1917—1918 годов предпринимались попытки реформирования богослужебного Устава, но из-за разразившихся революции, гражданской войны и обновленчества они не были приняты.

## Этимология названия Типикона
Название «Типикон» происходит от греческого τύπος — черта, вид, образец, изображение, икона, модель, норма; τυπικός означает «составленный по образцу». Позднее слову τύπος усвоено значение указа, закона. У древних христианских писателей Климента Александрийского, Оригена, Василия Великого это прилагательное означает «символический», «прообразовательный». Значение слова τύπος — религиозный закон, устав особого характера, у Григория Назианзина он употребляется по отношению к Символу веры, у Юстиниана означает Божественный закон. Точнее, чем «устав», было бы перевести τυπικόν — «чиновник», лат. ordinarium.
Такое оригинальное заглавие книги, излагающей порядок богослужения, непереводимо на славянский язык, почему и оставлено без перевода. Слово «устав» — неточная передача греческого τυπικόν — «устав» соответствует греческому διάταξις.
Св. Савва Освященный (V в.) — автор ныне действующего Иерусалимского устава, свой, ещё кратенький, устав сам назвал, или назвали так записавшие его сподвижники сразу тремя словами: Τύπος καί παράδοσις και νόμος — «образец, предание и закон». Св. Феодору Студиту (IX в.) — представителю другой формы церковного устава, усвояют устав с именем Ύποτύπωσις — «отобраз, очерк». Студийский устав, принесённый св. Афанасием Афонским (X в.) на св. гору Афон, где он получил новую переработку, получил наименование Διατύπωσις — «преобразование», «представление». Древнейший из сохранившихся полных уставов храма Константинопольской св. Софии (IX—X в.) предположительно носил название Συναξάριον — «собо́рник», то есть указатель праздничных дней, в которые совершались торжественные шествия с богослужениями. Древний Синайский список этого же устава называется Κανονάριον — «сборник правил». Только с XI в. в обозначении церковного устава появляется уже и термин τυπικόν, хотя ещё с другими, пояснительными названиями, например: Συναξάριον ήτοι Τιπικόν. Древние славянские рукописи переводят греч. τυπικόν либо «устав», либо «ти́пик», например у старообрядцев: «Устав, сиречь Око церковное».

## Состав Типикона
Изначально Типикон — это монашеский устав. В связи с тем, что в IV и V веках монахам часто возбранялось стремиться к поставлению в священный сан диакона, священника и епископа, то в Типиконе почти ничего не написано о непосредственных обязанностях священнослужителей, о порядке совершения самого главного христианского богослужения — Литургии (она может совершаться только епископами или священниками с благословения местного правящего епископа), о совершении крещений, отпеваний, венчаний, освящений разных вещей и событий, и о других требах.
Современный Типикон Русской православной церкви содержит в себе два условных раздела по 60 глав каждый:

### Первый раздел

#### Общая часть
Общие уставные главы описывают основы регулярного христианского богослужения, поведения православного христианина в храме и монашеского общежития:
- Глава 1. Чин малой вечерни.
- Глава 2. Чин великой вечерни, то есть всенощного бдения и утрени воскресной, в той же главе чин о панагии.
- Глава 3. О святом, имущем бдение в неделю, в ней же и чин благословения колива.
- Глава 4. О святом, имущем полиелей в неделю.
- Глава 5. О святом, пое́мом на 6 (шестеричном) в неделю.
- Глава 6. О бдениях, бывающих во все лето.
- Глава 7. О великой вечерни, полунощнице и утрени воскресной, когда бдения не бывает.
- Глава 8. О литургиях (общественных трапезах).
- Глава 9. Об аллилуйных службах (когда литургия не совершается), в ней же и о заупокойной литии.
- Глава 10. О чтении Евангелия, Его толкований, поучений, патериков, жития святых; а также о днях совершения Литургии Василия Великого и Преждеосвященных Даров.
- Глава 11. О канонах утрени всех дней седмицы.
- Глава 12. О службе субботней, когда поётся «Бог Господь».
- Глава 13. О службе субботней, когда поётся Аллилуиа.
- Глава 14. О воследовании за усопших.
- Глава 15. О великом святом, имущем бдение, или полиелей в субботу.
- Глава 16. О светильнах по 9-й песни во всю седмицу.
- Глава 17. О чтении кафизм в течение года.
- Глава 18. О том, когда стихословятся песни: «Поем Господеви» и «Господеви поем».
- Глава 19. О катавасии во весь год.
- Глава 20. О том, когда поётся «Честнейшую» и когда не поётся.
- Глава 21. О том, когда петь изобразительные, праздничные или вседневные антифоны.
- Глава 22. О времени и порядке каждения.
- Глава 23. О завесе святого алтаря, и об отверзении дверей.
- Глава 24. О зажигании свеч на праздники Господские и Богородичные.
- Глава 25. О вседневном зажигании свеч.
- Глава 26. В какое время не стоять братии с жезлами.
- Глава 27. О канонархе.
- Глава 28. О бесчинных воплях.
- Глава 29. Об откровении глав.
- Глава 30. О том, чтобы не творить бесед в церкви.
- Глава 31. О будильнике.
- Глава 32. От правил святых апостол о святой 40-це, в ней же о причащении Христовых Таин, о запивании, омывании губ после причащения и о пище в пасхальную неделю.
- Глава 33. О постах (и узаконенных разрешениях) всего года.
- Глава 34. О житии общежительного пребывания.
- Глава 35. Рассуждение о еде и питии субботы и недели, и прочих дней седмичных, в ней же и о второй вечерней трапезе.
- Глава 36. О молчании на трапезе, в ней же о сочиве и овощах.
- Глава 37. О пении, что не желательно кроме храма особо петь.
- Глава 38. О том, что не подобает есть вне общей трапезы.
- Глава 39. О одежде и обуви.
- Глава 40. Когда кто хочет отлучиться братства.
- Глава 41. О монастырских служителях и прочих пребываниях братских.
- Глава 42. О службах тяжких.
- Глава 43. О доме особом.
- Глава 44. О делании в общине.
- Глава 45. О присвоении чужих трудов.
- Глава 46. О больнице и странноприимстве, и о старых, и о больных.
- Глава 47. О знамениях праздников великих, и средних, и малых.

#### Частная часть
Частные уставные главы указывают церковные праздники и посты в течение всего года, с правилами соединения по Марковым главам богослужений подвижных дней памяти с неподвижными праздниками всего годового богослужебного круга:
- Глава 48. Месяцеслов. Это самая большая глава — занимает почти 2/3 всего объёма Типикона (из 1198 страниц: страницы 118—820 приходятся на одну только 48 главу первого раздела Типикона). Здесь приводятся подробные схемы или отличительные особенности последований полного суточного круга богослужений на каждый праздничный и будничный день всего года с полными текстами тропарей, богородичных, кондаков и других песнопений и молитв, но чаще — только с их начальными словами (в сокращении), а также «Марковы главы», указывающие способы соединения служб, если в какой либо год непереходящий (неподвижный, прикреплённый к какой-либо дате календаря) праздник случится в субботу, воскресение, в один из переходящих праздников, его предпразднство, попразднство или отдание. Месяцеслов состоит из 12 месяцев:
  - Сентябрь
  - Октябрь
  - Ноябрь
  - Декабрь
  - Январь
  - Февраль
  - Март
  - Апрель
  - Май
  - Июнь
  - Июль
  - Август

- Глава 49. Трио́дион — полное последование всех служб приготовительных дней к Великому посту, всего Великого поста и Страстной седмицы.
- Глава 50. Пентикоста́рий — порядок всех церковных богослужений от Пасхи до недели всех святых.
- Глава 51. О святом посте святых апостолов Петра и Павла.

#### Дополнительная часть
Здесь содержатся указания на изменяемые краткие седмичные молитвословия, устав применения которых различен для разных дней седмицы и сами эти молитвословия.
- Глава 52. О порядке пении отпустительных тропарях и кондаках, как их петь во все дни недели, если бденный или полиелейный святой, если пред- и попразднство и др. случаи.
- Глава 53. Полные тексты отпустительных тропарей воскресных восьми гласов с богородичнами их, ипакои́ и кондаки. Прокимены на утрени перед Евангелием и на Литургии, и аллилуиарии.
- Глава 54. Столпи́ ева́нгельскии, полные тексты воскресных светильнов, евангельских стихир и богородичных к ним.
- Глава 55. Отпустительные тропари, кондаки и светильны и на литургии прокимены, аллилуиарии и причастны дневные (тексты приведены полностью). А также приведены номера апостольских и евангельских зачал и начальные их слова.
- Глава 56. Кондаки общие святым (тексты).
- Глава 57. Богородичны и крестобогородичны отпустительные на восемь гласов (повторяется 2-е приложение Минеи).
- Глава 58. Троичны песни на восемь гласов (повторяется приложение Триоди постной). В той же главе о чтении Апостола и Евангелия.
- Глава 59. Прокимены, апостолы, аллилуиарии, евангелия и причастны общие святых.
- Глава 60. Прокимены, апостолы, аллилуиарии, евангелия и причастны на всякую потребу различные.

### Второй раздел

#### Храмовые главы
В храмовых главах указано, как совершать службу в те или другие храмовые праздники и особенно при совпадении храмового (престольного) праздника с другим праздником в один и тот же день. Храмовые главы в Типиконе имеют свой счёт и расположены так же, как последования во второй части Типикона, а именно:
- Главы 1—24. О престольных праздниках, какие бывают во время пения Минеи с Октоихом, то есть с 1 сентября до недели Мытаря и фарисея;
- Главы 25—47. О храмовых праздниках, которые случаются во время пения Постной Триоди;
- Главы 48—58. О храмовых праздниках, случившихся во время пения Цветной Триоди.

#### Припевы
- Глава 59. Тексты припевов в Господские и Богородичные праздники, пое́мые на 9-й песни.

#### Пасхалия
- Глава 60. От сотворения мира и Адама 15-тое обращение индиктиона (532-х лет). Пасхалия зрячая по ключевым буквам славянского алфавита. Лунное течение.

## Применимость Типикона
Следует заметить, что Типикон — это общепризнанный богослужебный идеал, в точности исполнить который не стремятся порой даже монастыри. Всегда ориентируясь на него, в приходской практике, тем не менее, частично или полностью сокращаются из суточного круга богослужений обычно: малая вечерня (перед всенощным бдением), кафизмы, псалмы, стихиры, паремии, лития, повечерие, полунощница, аллилуйная служба, двупсалмие, седальны, степенные антифоны, библейские песни, каноны, синаксарии, междочасия, блаженны, апостольские и евангельские зачала, поминовение о здравии и за упокой на Литургии, ектения об оглашенных, Чин о панагии, 9-й час и ряд отдельных молитв. И наоборот, в общецерковное богослужение практически ежедневно включаются неуставные акафисты, молебны, панихиды. Типикон иногда допускает определённую свободу выбора:

«᾿А́ще ᾿изво́литъ настоя́тель,..»— 
Типикон предлагает не только порядок совершения общецерковных богослужений, но также открывает богословские истины и вдохновляет к аскетической жизни, к молитве, послушанию, воздержанию, терпению, благотворительности, к любви и другим христианским добродетелям. Авторитет Типикона в Православной церкви настолько велик, что все священнослужители перед посвящением в священные степени приносят присягу с обещанием соблюдать Церковный Устав (Типикон), отдельные главы которого зачитывались на трапезе в монастырях наряду с поучениями Святых отцов Церкви.
В начале XXI века в Русской православной церкви получила широкое распространение практика совершения ежедневных церковных богослужений по ежегодно издаваемым Издательским отделом Московской патриархии Богослужебным указаниям на каждый год (в уже традиционных фиолетовых жёстких обложках). В связи с этим уже не в каждом православном храме России есть Типикон.

## Тексты
- Типикон на греческом языке, изданный в Венеции в 1545 году
- Типикон на греческом языке 1685 года издания
- Типикон 1862.